# Главно командване на Луфтвафе
Главното командване на Луфтвафе (на немски: Oberkommando der Luftwaffe), известно още като OKL е най-висшата част от командната структура на Луфтвафе (Военновъздушните сили) на Третия райх, през Втората световна война.
Основано на 2 юни 1937 г., въз основа на структурното звено на Имперското министерство на авиацията командването поема райхсмаршала Херман Гьоринг, шеф на Луфтвафе.

## Главнокомандващи Луфтвафе, райхсминистри на авиацията
- райхсмаршал Херман Гьоринг (1935 – 26 април 1945)
- фелдмаршал Роберт Ритер фон Грайм (26 април – 24 май 1945)

Флаг на главното командване на Луфтвафе:

## Началници на генералния щаб на Луфтвафе
на немски: Chef des Generalstabes der Luftwaffe
- Генерал от авиацията Валтер Вевер (1 март 1935 — 3 юни 1936);
- Фелдмаршал Алберт Кеселринг (5 юни 1936 — 31 май 1937).
- Генерал-полковник Ханс-Юрген Щумф (1 юни 1937 — 31 януари 1939);
- Генерал-полковник Ханс Ешонек (1 февруари 1939 — 19 август 1943);
- Генерал-полковник Гюнтер Кортен (25 август 1943 — 22 юли 1944);
- Генерал от авиацията Вернер Крайпе (2 август 1944 — 28 октомври 1944);
- Генерал от авиацията Карл Колер (12 ноември 1944 — 8 май 1945);

## Генерални инспектори на Луфтвафе
на немски: Der Generalinspekteur der Luftwaffe; длъжността закрита през 1945 г.
- Генерал-лейтенант Бернгард Кюл (1 февруари 1938 — 31 януари 1939);
- Фелдмаршал Ерхард Милх (1 февруари 1939 — 7 януари 1945).

## Шефове на ПВО[1]
- Генерал-полковник Гюнтер Рюдел (1 февруари 1938 — 1 февруари 1939);
- Генерал от авиацията Ханс-Юрген Щумф (1 февраля 1939 — 23 декабря 1943);
- Генерал-лейтенант Хуберт Вайзе (23 декември 1943 — 6 януари 1944);
- Генерал-лейтенант Ханс Берент (16 март 1944 — 20 април 1945).